# Scrophularia moniziana
Scrophularia moniziana är en flenörtsväxtart som beskrevs av Menezes. Scrophularia moniziana ingår i släktet flenörter, och familjen flenörtsväxter. Inga underarter finns listade i Catalogue of Life.